# كواكو بونسو أوسي
كواكو بونسو أوسي (بالإنجليزية: Kwaku Bonsu Osei) هو لاعب كرة قدم غاني، ولد في 17 أغسطس 2000 في غانا لعب سابقاً في نادي الخريطيات.

## وصلات خارجية
- كواكو بونسو أوسي على موقع قاعدة بيانات كرة القدم.إي يو (الإنجليزية)
- كواكو بونسو أوسي على موقع Soccerway.com (الإنجليزية)
- كواكو بونسو أوسي على موقع عالم كرة القدم.نت (الإنجليزية)